# جورج ولهوفر
جورج ولهوفر (انگلیسی: Georg Wellhöfer; ۱۶ مارس ۱۸۹۳ – ۱۳ دسامبر ۱۹۶۸) بازیکن فوتبال اهل آلمان بود.
از باشگاه‌هایی که در آن بازی کرده‌است می‌توان به باشگاه فوتبال گروتر فورث و باشگاه فوتبال آرمینیا بیله‌فلد اشاره کرد.
وی همچنین در تیم ملی فوتبال آلمان بازی کرده‌است.